# Passeport mongol
Le passeport mongol est un document de voyage international délivré aux ressortissants mongols, et qui peut aussi servir de preuve de la citoyenneté mongole. 